# Гашпарович, Иван
Иван Гашпарович (словац. Ivan Gašparovič; род. 27 марта 1941, Полтар, Банскобистрицкий край, Словацкая республика) — словацкий политический и государственный деятель, президент Словацкой Республики в 2004—2014 годах, учёный-юрист. Имеет хорватские корни.

## Биография
- В 1964 году окончил юридический факультет университета имени Коменского в Братиславе.
- В 1965—1966 годах работал в областной прокуратуре в городах Мартин и Тренчин.
- В 1966—1968 годах — прокурор городской прокуратуры Братиславы.
- В 1966—1989 годах — заместитель председателя международной комиссии Чехословацкого хоккейного союза.
- В 1968 году защитил диссертацию и с этого же года преподавал на кафедре уголовного права, криминологии и криминалистики юридического факультета университета имени Коменского.
- В 1989 году — сопредседатель Форума независимых юристов Словакии.
- В 1990 году — проректор университета имени Коменского.
- В июле 1990 — марте 1992 года — генеральный прокурор Чешской и Словацкой Федеративной республики (ЧСФР).
- В 1992 году — профессор и член научного совета университета имени Коменского.
- С июня 1992 года — член президиума Национального совета (парламента) Словацкой республики.
- В 1994—1998 годах — председатель Национального совета Словацкой Республики.
- В 1998—2002 годах — депутат Национального совета Словацкой республики.
- В 2002—2004 годах — вновь преподавал в университете имени Коменского
- В 1992—2002 годах — член партии Движения за демократическую Словакию (ДЗДС), возглавляемой премьер-министром (1990—1991 и 1992—1998) Владимиром Мечьяром, был одним из его ближайших соратников.
- С 2002 года — лидер партии Движение за демократию, стал политическим оппонентом Мечьяра.
- С 15 июня 2004 года — президент Словацкой республики. В ходе первого тура президентских выборов, состоявшихся 3 апреля 2004 года, за него проголосовали 22,28 % избирателей (второе место после Мечьяра). 17 апреля победил во втором туре президентских выборов, получив 59,91 % голосов избирателей. Его поддержали, в частности, проевропейски настроенные избиратели, которые считали, что победа Мечьяра, считающегося политическим лидером авторитарного типа, дискредитирует Словакию в глазах объединённой Европы.
- В 2009 году был переизбран на очередных президентских выборах.

Автор и соавтор многочисленных вузовских учебников, специальных курсов и статей по уголовному праву.
Женат. Двое взрослых детей — Дениза (инженер) и Иво (кардиолог).

## Награды
- Орден Андрея Глинки I класса[3].
- Крест Прибины I класса[3].
- Крест Милана Растислава Штефаника 1 класса[3].
- Крест Прибины 1 класса[3].
- Орден Короля Томислава (Хорватия, 2008)[4]
- Орден Белого орла (Польша, 2009)
- Большой крест ордена Возрождения Польши (Польша, 2014)
- Орден Трёх звёзд I степени (Латвия, 28 февраля 2005 года)[5]
- Орден Дружбы I степени (Казахстан)
- Большая цепь ордена Сантьяго (Португалия, 4 сентября 2008)[6]
- Большая звезда почётного знака «За заслуги перед Австрийской Республикой» (Австрия, 2014)[7]
- Больший крест ордена Золотого льва Нассау (Люксембург, 2005)[7]
- Большой крест ордена Спасителя (Греция, 2007)[7]
- Цепь ордена Макариоса III (Республика Кипр, 2007)[7]
- Компаньон Почёта ордена Заслуг (Мальта, 6 сентября 2011 года)[7]
- Большой крест ордена Почётного легиона (Франция, 29 октября 2013 года)[8]
- Большой крест ордена Британской империи (Великобритания, 24 октября 2008 года)[9]
- Государственная премия имени Йозефа Милослава Гурбана (1 сентября 2023 года)[10]